# Nikola Karaklajić
Nikola Karaklajić était un joueur d'échecs, un disc-jockey de radio et un journaliste musical yougoslave puis serbe né le 24 février 1926 à Belgrade et mort le 16 décembre 2008 à Belgrade.

## Biographie
Maître international en 1955, il a remporté le Championnat d'échecs de Yougoslavie en 1955 (devant Svetozar Gligorić et Borislav Ivkov), le championnat de la fédération belge d'échecs à Bruxelles en 1960 et les tournois internationaux de Beverwijk B (en 1967) et d'Amsterdam B (en 1964). Lors de l'olympiade d'échecs de 1956, il remporta la médaille d'argent par équipe. Lors du championnat d'Europe d'échecs des nations en 1957, il remporta la médaille d'argent individuelle au sixième échiquier et la médaille d'argent par équipe.
Karaklajić travaillait[Quand ?] à Radio Belgrade comme disc-jokey. Il dirigeait un magazine musical et organisait des concerts.  Il manageait également le groupe The Golden Boys.